# Muttersprache

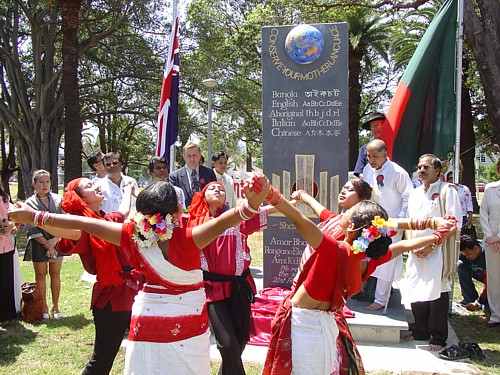
Internationaler Tag der Muttersprache im australischen Sydney. Inschrift: Conserve your mother language

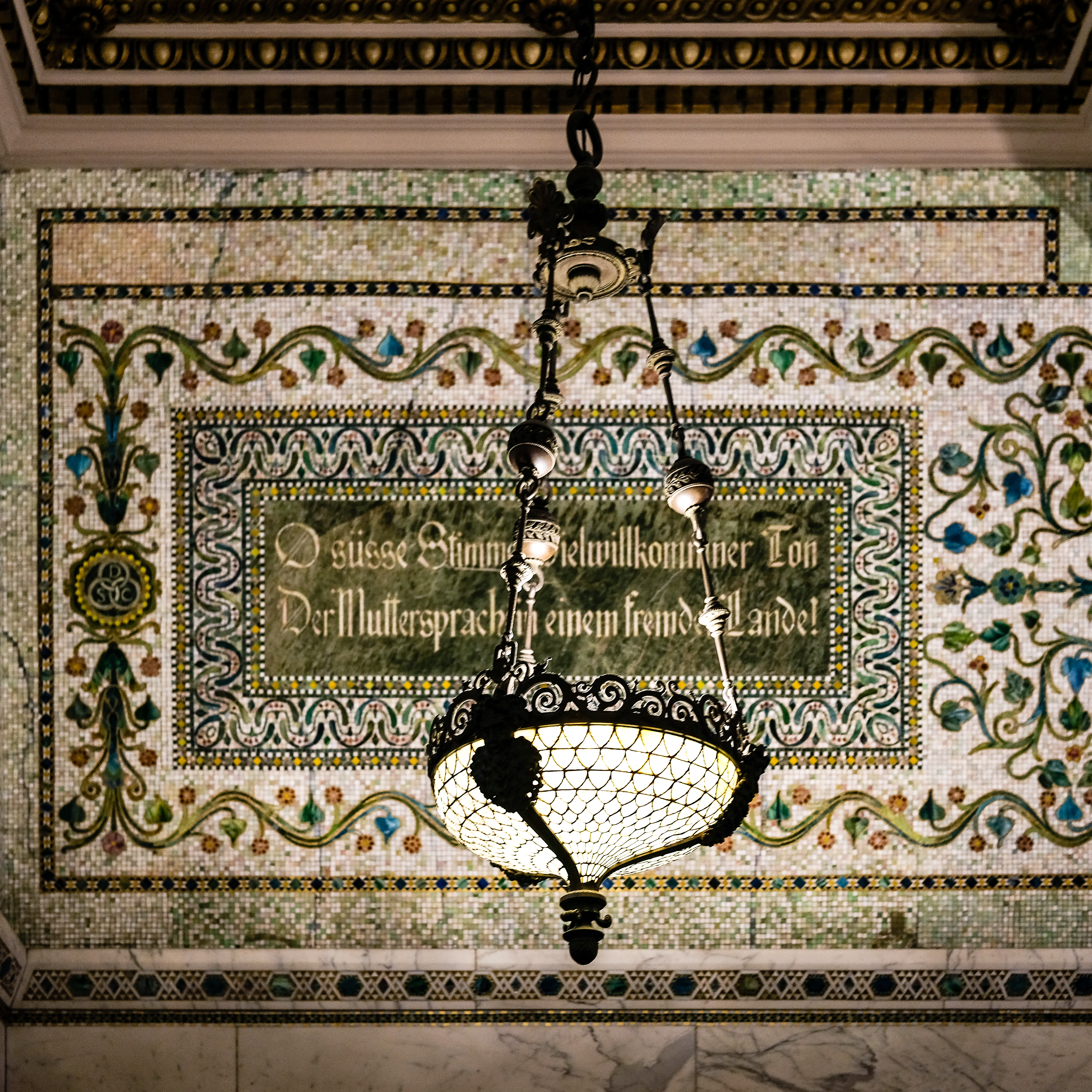
Mosaiktafel im Chicago Cultural Center mit Zitat aus Goethes Iphigenie auf Tauris:
„O süsse Stimme, vielwillkommner Ton
Der Muttersprach’ in einem fremden Lande!“

Als Muttersprache bezeichnet man eine vom Sprecher in der frühen Kindheit ohne formalen Unterricht erlernte Sprache. Das Wort wird oft im Sinne der Erstsprache verwendet. 
Eine Sprache wird in der Regel durch eine enge Bezugsperson wie die Mutter vermittelt (daher „Muttersprache“). Verbunden mit dem Begriff ist außerdem eine allgemeine Vorstellung, dass die Muttersprache die Sprache ist, die ein sich verbal ausdrückendes Individuum (Muttersprachler) am besten beherrscht.

## Definitionen
Der Ausdruck „Muttersprache“ wird in der Umgangssprache verwendet, findet sich aber auch im amtlichen Gebrauch und in Fachbüchern. Er wird dabei fast immer in dem übertragenen Sinne benutzt, dass diese Sprache zuhause gesprochen wurde und nicht in der Schule erlernt ist. Das genaue Verständnis kann sich aber unterscheiden.
Der Duden definiert Muttersprache als „Sprache, die ein Mensch als Kind (von den Eltern) erlernt [und primär im Sprachgebrauch] hat.“
Der US-amerikanischen Linguistin Suzanne Romaine zufolge suggeriert der Ausdruck, dass es sich bei der Muttersprache um die Sprache handelt, die von der Mutter gesprochen und von ihr erlernt wird. Dies ist in vielen Gesellschaften, in denen Menschen mehrere Sprachen sprechen und Paare häufig gemischtsprachig sind, nicht immer zutreffend. So kann es durchaus sein, dass das Kind zunächst die Sprache des Vaters, der Großeltern oder einer anderen Betreuungsperson lernt, weil diese die primären Bezugspersonen sind.
Trotz der unterschiedlichen Interpretationen verwenden manche Linguisten und auch Institutionen wie z. B. die Vereinten Nationen, den Ausdruck, zum Teil aber in dem eher weiteren Sinne einer „Sprache, die im Heim eines Individuums in früher Kindheit gesprochen wurde, aber nicht notwendigerweise die Sprache, die von ihm aktuell gesprochen wird“.

## Erwerb der Muttersprache
Bei den Formen des Spracherwerbs oder der Sprachaneignung wird die Erstsprache (L1) beim Kind oft als Muttersprache bezeichnet, auch wenn andere Bezugspersonen als die Mutter dabei eine Rolle spielen. In Minderheitensprachen mit starker dominierender Amtssprache gibt es viele Familien, in denen eines der oder beide Elternteile die Minderheitensprache besser beherrschen als die dominierende Sprache und diese unter sich auch im Alltag gebrauchen. Die Kinder solcher Familien werden jedoch häufig dazu angehalten, die besser angesehene und vermutlich nützlichere offizielle Sprache des Landes zu sprechen, in dem die Familie lebt. Dies geschieht meist mit dem Hintergedanken, dass die Kinder später ein erfolgreiches Leben führen sollen. Die sogenannte Muttersprache wird dann oft nur unzureichend erlernt.
Häufig wird mit dem Begriff „Muttersprache“ assoziiert, dass es die Sprache ist, die ein Individuum im Vergleich zu allen weiteren erlernten Sprachen am besten beherrscht. Das ist aber eine falsche Interpretation, denn Individuen können z. B. durch Migration in andere Staaten weitere Sprachen erlernen und diese dann ausschließlich nutzen, so dass die Kompetenz in der Erstsprache abnimmt oder ganz verloren geht.

## Mehrsprachigkeit oder Bilingualismus
Mit Bilingualismus wird die Fähigkeit eines Individuums bezeichnet, zwei oder mehr Sprachen zu beherrschen. Ein Individuum kann z. B. bilingual werden, wenn es als Kind zwei Sprachen ausgesetzt ist – der Sprache des einen und des anderen Elternteils (oder einer weiteren engen Bezugsperson). In vielen Familien wird das Prinzip „eine Person – eine Sprache“ umgesetzt, d. h. das jeweilige Elternteil spricht mit dem Kind in der jeweils eigenen Muttersprache.
Bilingual im strengeren Sinne heißt, dass die Zweitsprache mit ebenso hoher Kompetenz wie die Muttersprache gesprochen wird. In den USA, aber auch in anderen Teilen der Welt, ist die Tendenz zu beobachten, jede Person, die über einigermaßen brauchbare Fremdsprachenkenntnisse verfügt, als „bilingual“ beziehungsweise „multilingual“ zu bezeichnen. Sprachenpolitisch kann dies als der Versuch gesehen werden, die tatsächliche Mehrsprachigkeit großer Bevölkerungsgruppen, die neben der Majoritätssprache eine andere Muttersprache sprechen, im Verhältnis zu der als idealisiert aufzufassenden und nur vorgestellten reinen und perfekten Einsprachigkeit aufzuwerten. 

## Die Muttersprache bei Volkszählungen
Bei der Entstehung von Nationen und in internationalen territorialen Auseinandersetzungen – auch in den Kolonien – spielte die Sprache eine zunehmende Rolle. Der 1860 abgehaltene Internationale statistische Kongress in Sankt Petersburg bezeichnete die Sprache als einzigen Aspekt der Nationalität, der sich zumindest objektiv zahlenmäßig erfassen und in Tabellen darstellen lässt. Der letztendliche Beschluss des Kongresses machte die Frage der Muttersprache in Volkszählungen nicht obligatorisch. Es war den einzelnen Regierungen überlassen, ob eine solche Frage von „nationaler“ Bedeutung sei oder nicht. Der statistische Kongress von 1873 sprach sich hingegen dafür aus, diese Frage künftig in alle Volkszählungen mit aufzunehmen.
Die Frage nach der Muttersprache war insbesondere in der österreichisch-ungarischen Monarchie – einem Vielvölkerstaat – kontrovers, da man befürchtete, dadurch das Aufkommen des Nationalismus zu begünstigen. Daher wurde diese Frage erst ab 1880 eingeführt. Seitdem entwickelte sich jede Volkszählung zu einem Kampfplatz zwischen den einzelnen Nationalitäten und alle noch so ausgeklügelten Schlichtungsversuche der Behörden blieben erfolglos.
Im Habsburgerreich entschied man sich dagegen, die Sprache des öffentlichen Lebens als Frage bei Volkszählungen zu wählen, da die Möglichkeit bestand, dass diese durch die Regierung oder eine Partei der Bevölkerung aufgezwungen worden war. Insbesondere der österreichische Statistiker Adolf Ficker sprach sich dafür aus, den ständigen Wandel der Sprache und vor allem die sprachliche Assimilierung zu berücksichtigen, indem die Bürger nicht nach deren Muttersprache oder (im Wortsinne) nach deren Sprache befragt wurden, die sie als erste von ihren Müttern gelernt hatten, sondern nach deren „Familiensprache“, das heißt, nach der Sprache, deren sich das betreffende Individuum im Familienkreis gewöhnlich bedient. Volkszählungen zwangen in ihrer Frage nach der Sprache daher zum ersten Mal jedermann dazu, nicht nur eine Nationalität, sondern eine sprachliche Nationalität zu wählen.